# 도병국
도병국(黃千淳, 1971년 2월 6일 ~ )은 대한민국의 제5·6대 충청남도 천안시의원이었다.

## 학력
- 천안남산국민학교 졸업
- 계광중학교 졸업
- 천안정보고등학교 졸업
- 세경대학 행정학과 전문학사 졸업
- 한국방송통신대학교 경영학과 학사 졸업
- 단국대학교 대학원 정책경영학과 경영학 석사 수료

## 경력
- 제15대 국회 입법비서
- 제16대 국회 입법비서관
- 복지세상을 열어가는 시민모임 회원
- 한국여성의전화 회원
- 성정1동 적십자봉사 회원
- 계광중학교 총동창회 사무국장
- 와촌초등학교 운영위원장
- 천안시 장애인생활이동센터 운영위원
- 천안시 문화재단 이사
- 국민건강보험공단 자문이사
- 충청남도 119 명예소방관 (1호)
- (재)김구재단 자문위원
- 2006.07 ~ 2010.06 제5대 천안시의회 의원
- 2006.07 ~ 2008.07 제5대 충청남도 천안시의회 전반기 산업건설위원회 위원
- 2008.07 ~ 2010.06 제5대 충청남도 천안시의회 후반기 산업건설위원회 위원
- 2008.07 ~ 2009.12 제5대 충청남도 천안시의회 후반기 예산결산특별위원회 부위원장
- 2009.12 ~ 2010.06 제5대 충청남도 천안시의회 후반기 예산결산특별위원회 위원장
- 2010.07 ~ 2014.06 제6대 천안시의회 의원
- 2010.07 ~ 2012.07 제6대 천안시의회 전반기 총무복지위원회 위원장
- 2010.07 ~ 2012.07 제6대 천안시의회 전반기 예산결산특별위원회 위원
- 2012.07 ~ 2014.06 제6대 천안시의회 후반기 산업건설위원회 위원
- 2013.05 ~ 2013.10 제6대 천안시의회 2013천안국제웰빙식품엑스포지원을 위한 특별위원회 위원
- 2017 충청남도 천안시의회 후보

## 역대 선거 결과
|  | 26.81% |

|  | 20.17% |

|  | 20.24% |

|  | 22.20% |

|  | 13.15% |

|  | 37.21% |